# Washington Redskins 1983

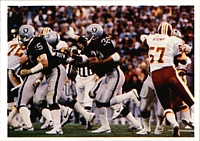
I Redskins contro i Raiders in Super Bowl XVIII

La stagione 1983 dei Washington Redskins è stata la 52ª della franchigia nella National Football League e la 47ª a Washington. La squadra iniziò la stagione come campione in carica dopo la vittoria del Super Bowl XVII contro i Miami Dolphins. Il record di 14-2 di Washington fu il migliore della NFL ed entrambe le sconfitte giunsero per un solo punto. I Redskins si qualificarono per il secondo Super Bowl consecutivo, dove furono battuti nettamente dai Los Angeles Raiders per 9–38 malgrado fossero dati per favoriti.
I Redskins segnarono 541 punti (un record NFL all'epoca) e il loro differenziale di +209 punti fu il migliore della lega. I Redskins del 1983 ebbero anche un differenziale di palloni persi di +43, un primato NFL. Washington fu la prima squadra dalla fusione AFL-NFL a fare registrare più di 60 palloni rubati agli avversari (61).
Questa stagione fu la prima per il cornerback Darrell Green nella lega. Avrebbe trascorso 19 annate tutte con i Redskins.

## Roster
| Roster dei Washington Redskins nel 1983 |
| --- |
| Quarterback - 8 Bob Holly - 7 Joe Theismann - 12 Babe Laufenberg Running Back - 26 Reggie Evans - 30 Nick Giaquinto - 44 John Riggins - 25 Joe Washington - 39 Otis Wonsley Wide Receiver - 89 Alvin Garrett - 81 Art Monk - 80 Virgil Seay - 87 Charlie Brown Tight End - 86 Clint Didier - 85 Don Warren - 88 Rick Walker Offensive Linemen - 53 Jeff Bostic C - 68 Russ Grimm G - 66 Joe Jacoby T - 73 Mark May G - 74 George Starke T Defensive Linemen - 69 Perry Brooks DT - 65 Dave Butz DT - 77 Darryl Grant DT - 72 Dexter Manley DE - 71 Charles Mann DE - 79 Todd Liebenstein DE - 78 Tony McGee DE Linebacker - 55 Mel Kaufman LLB - 57 Rich Milot RLB - 52 Neal Olkewicz MLB - 51 Monte Coleman - 50 Larry Kubin Defensive Back - 32 Vernon Dean CB - 28 Darrell Green CB - 29 Mark Murphy FS - 22 Curtis Jordan SS - 24 Anthony Washington - 48 Ken Coffey - 47 Greg Williams Special Team - 3 Mark Moseley K - 5 Jeff Hayes P - 21 Mike Nelms KR/PR                       |
| Legenda - I rookie sono in corsivo. - Il primo ruolo è il principale mentre gli eventuali successivi indicano i ruoli secondari. - (IR) sta per Injured Reserve ed indica la lista ristretta per un solo giocatore infortunato che può tornare ad allenarsi dopo la settimana 6 e a rientrare in prima squadra dopo che questa ha giocato 8 partite. - (NF-Inj.) / (NF-Ill.) stanno rispettivamente per Non-Football Injured e Non-Football Illness ed indicano le liste dove viene inserito un giocatore che ha un infortunio o una malattia non dipendente dal football americano. - (PUP) sta per Physically Unable to Perform ed indica la lista dove viene inserito un giocatore mentre è in attesa di recuperare la condizione fisica. Nella stagione regolare dopo la sesta partita giocata dalla propria squadra, il giocatore ha tempo tre settimane per riprendere ad allenarsi, più tre settimane aggiuntive dal suo rientro agli allenamenti per rientrare in prima squadra. |

## Calendario
| Stagione regolare |              |                        |           |        |                        |          |         |
| Turno             | Data         | Avversario             | Risultato | Record | Stadio                 | Pubblico | Sintesi |
| 1                 | 5 settembre  | Dallas Cowboys         | S 30–31   | 0–1    | RFK Stadium            | 55,045   | Recap   |
| 2                 | 11 settembre | at Philadelphia Eagles | V 23–13   | 1–1    | Veterans Stadium       | 69,542   | Recap   |
| 3                 | 18 settembre | Kansas City Chiefs     | V 27–12   | 2–1    | RFK Stadium            | 52,610   | Recap   |
| 4                 | 25 settembre | at Seattle Seahawks    | V 27–17   | 3–1    | Kingdome               | 60,718   | Recap   |
| 5                 | 2 ottobre    | Los Angeles Raiders    | V 37–35   | 4–1    | RFK Stadium            | 54,106   | Recap   |
| 6                 | 9 ottobre    | at St. Louis Cardinals | V 38–14   | 5–1    | Busch Memorial Stadium | 42,698   | Recap   |
| 7                 | 17 ottobre   | at Green Bay Packers   | S 47–48   | 5–2    | Lambeau Field          | 55,255   | Recap   |
| 8                 | 23 ottobre   | Detroit Lions          | V 38–17   | 6–2    | RFK Stadium            | 43,189   | Recap   |
| 9                 | 31 ottobre   | at San Diego Chargers  | V 27–24   | 7–2    | Jack Murphy Stadium    | 46,114   | Recap   |
| 10                | 6 novembre   | St. Louis Cardinals    | V 45–7    | 8–2    | RFK Stadium            | 51,380   | Recap   |
| 11                | 13 novembre  | at New York Giants     | V 33–17   | 9–2    | Giants Stadium         | 71,482   | Recap   |
| 12                | 20 novembre  | at Los Angeles Rams    | V 42–20   | 10–2   | Anaheim Stadium        | 63,031   | Recap   |
| 13                | 27 novembre  | Philadelphia Eagles    | V 28–24   | 11–2   | RFK Stadium            | 54,324   | Recap   |
| 14                | 4 dicembre   | Atlanta Falcons        | V 37–21   | 12–2   | RFK Stadium            | 52,074   | Recap   |
| 15                | 11 dicembre  | at Dallas Cowboys      | V 31–10   | 13–2   | Texas Stadium          | 65,074   | Recap   |
| 16                | 17 dicembre  | New York Giants        | V 31–22   | 14–2   | RFK Stadium            | 53,874   | Recap   |

Nota: gli avversari della propria division sono in grassetto.

### Playoff
| Playoff                 |            |                          |           |               |          |         |
| Turno                   | Data       | Avversario               | Risultato | Stadio        | Pubblico | Sintesi |
| Divisional              | 1º gennaio | Los Angeles Rams (5)     | V 51–7    | RFK Stadium   | 55,363   | Recap   |
| Conference Championship | 8 gennaio  | San Francisco 49ers (2)  | V 24–21   | RFK Stadium   | 55,363   | Recap   |
| Super Bowl XVIII        | 22 gennaio | Los Angeles Raiders (A1) | S 9–38    | Tampa Stadium | 72,920   | Recap   |

## Classifiche
| NFC East               |    |    |   |      |       |       |     |     |     |
|                        | V  | S  | P | %    | DIV   | CONF  | PF  | PS  | STR |
| Washington Redskins(1) | 14 | 2  | 0 | .875 | 7–1   | 10–2  | 541 | 332 | V9  |
| Dallas Cowboys(4)      | 12 | 4  | 0 | .750 | 7–1   | 10–2  | 479 | 360 | S2  |
| St. Louis Cardinals    | 8  | 7  | 1 | .531 | 3–4–1 | 5–6–1 | 374 | 428 | V3  |
| Philadelphia Eagles    | 5  | 11 | 0 | .313 | 1–7   | 4–10  | 233 | 322 | S2  |
| New York Giants        | 3  | 12 | 1 | .219 | 1–6–1 | 3–8–1 | 267 | 347 | S4  |

## Premi
- Joe Theismann

MVP della NFL
giocatore offensivo dell'anno
- Joe Gibbs:

allenatore dell'anno